# EncroChat

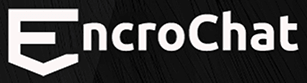
Logotyp.

Encrochat (stiliserat EncroChat) var en kommunikationstjänst baserad i Europa. Tjänsten har använts av organiserad brottslighet för att planera kriminell verksamhet.
Polisen infiltrerade nätverket mellan, åtminstone, mars och juni 2020 under en samkoordinerad utredning mellan ett flertal europeiska länder. En oidentifierad källa associerad med Encrochat meddelade natten den 12–13 juni 2020 att företaget skulle upphöra med sin verksamhet på grund av polisoperationen.
Tjänsten hade cirka 60 000 abonnenter när den stängdes. Fram till den 22 december 2020 hade minst 1000 gripanden gjorts över hela Europa med hjälp av avkodade meddelanden från tjänsten.

## Bakgrund
Encrochat-telefoner lanserades 2016 som en ersättning för en tidigare inaktiverad end-to-end-krypterad tjänst. Den första offentliga versionen av operativsystemet Encrochat OS publicerades 31 december 2015. Den tidigaste versionen av företagets webbplats arkiverad av Wayback Machine är från 23 september 2015.[källa behövs]
Enligt en rapport från Gloucester Citizen i maj 2019 utvecklades Encrochat ursprungligen för "kändisar som fruktade att deras telefonsamtal avlyssnades".
Encrochat-krypterade meddelanden och relaterade skräddarsydda telefoner upptäcktes av fransk polis 2017 när man genomförde operationer mot organiserade brottsliga gäng. Encrochats tjänster upptäcktes 2017 av det brittiska National Crime Agency(en) (NCA).
Vid QFellows- och Boyle-rättegången i december 2018 hade NCA stora svårigheter att knäcka låsskärmens lösenord, eftersom de fruktade att den aktuella telefonen skulle förstöra all data efter ett visst antal misslyckade inloggningsförsök.